# Font pública (Granyena de les Garrigues)
Font pública és una obra de Granyena de les Garrigues (Garrigues) inclosa a l'Inventari del Patrimoni Arquitectònic de Catalunya.

## Descripció
És una font de pedra no gaire gran, ubicada al costat del carrer, tocant al mur d'una casa. Està formada per una base de pedra i una altra llosa en forma d'estela de forma semicircular en la part superior. al centre de la pedra vertical hi ha una flor en relleu d'on surt el sortidor d'aigua. Per sobre hi ha una motllura i finalment la data 1905 en relleu. Al costat hi ha una pica fonda, avui utilitzada com a jardinera.

## Història
Aquesta font no és un fenomen aïllat, a la població n'hi ha algunes més (al costat de l'església); són el testimoni dels temps en què l'aigua pel consum de les cases era subministrada per les fonts.